# フランコ・フラッティーニ
フランコ・フラッティーニ（Franco Frattini、1957年3月14日 - 2022年12月24日）は、イタリアの政治家。
第2次ベルルスコーニ政権で外相を務めた後、欧州委員会（バローゾ委員会）で副委員長兼司法・自由・安全担当委員に就く。2008年イタリア総選挙で自由の人民が勝利してベルルスコーニが政権を奪還した際、欧州委員を辞任して再び同国外相の職に戻った。
2022年12月24日死去。65歳没。